# Manuel António Pina
Manuel António Pina (n. 18 noiembrie 1943, Sabugal, Beiras e Serra da Estrela⁠(d), Portugalia – d. 19 octombrie 2012, Porto, Portugalia) a fost un scriitor, poet, dramaturg, scenarist și ziarist portughez. A primit Premiul Camões în 2011, cel mai important premiu literar pentru limba portugheză.

## Biografie
Manuel António Pina a urmat Dreptul la Universitatea din Coimbra și a fost jurnalist la Jornal de Notícias timp de treizeci de ani și la Notícias Magazine. 
Opera sa este alcătuită în principal din poezie și literatură pentru copii. Este, de asemenea, și autor de piese de teatru, scenarii pentru televiziune și opere de ficțiune. 

## Opera

### Poezie
- 1989 : O caminho de casa
- 1991 : Um sítio onde pousar a cabeça
- 1992 : Algo parecido com isto, da mesma substância
- 1993 : Farewell happy fields
- 1994 : Cuidados intensivos
- 1999 : Nenhuma palavra, nenhuma lembrança
- 2001 : Atropelamento e fuga
- 2002 : Poesia reunida
- 2003 : Os livros
- 2008 : Gatos
- 2011 : Poesia, saudade da prosa
- 2011 : Como se desenha uma casa
- 2012 : Todas as palavras /Poesia reunida

### Literatură pentru copii
- 1985 : A guerra do tabuleiro de xadrez
- 1993 : O tesouro
- 1995 : O meu rio é de ouro /Mi rio es de oro
- 1999 : Histórias que me contaste tu
- 2001 : Pequeno livro de desmatemática
- 2004 : O cavalinho de pau do Menino Jesus
- 2005 : História do Capuchinho Vermelho contada a crianças e nem por isso por Manuel António Pina segundo desenhos de Paula Rego

### Teatru
- 1987 : O inventão
- 1998 : Aquilo que os olhos vêem, ou O Adamastor
- 2001 : A noite
- 2002 : Perguntem aos vossos gatos e aos vossos câes
- 2009 : História do sábio fechado na sua biblioteca

### Proză
- 1986 : Os piratas
- 1994 : O anacronista
- 2002 : Porto, modo de dizer
- 2003 : Os papéis de K.
- 2005 : Queres Bordalo?
- 2007 : Dito em voz alta
- 2010 : Por outras palavras e mais crónicas de jornal

## Premii și distincții
- Premiul pentru poezie al Casei de Presă - pentru Aquele que quer morrer(1978)
- Premiul Calouste Gulbenkian, pentru O Inventão (1987)
- Mențiunea Juriului Premiului European Pier Paolo Vergerio al Universității din Padova, Italia, pentru O Inventão (1988)
- Premiul Centrului Portughez pentru teatru pentru copii și tineri - pentru întreaga sa activitate (1988)
- Premiul Național al Cronicii Press Club / Clubul Jurnaliștilor (1993)
- Premiul Criticii secțiunii portugheze al Asociației Internaționale a Criticilor Literari, pentru Atropelamento e fuga (2002)
- Premiul Cronicii 2004 a Casei de Presă, pentru cronicile sale periodice
- Premiul de poezie Luís Miguel Nava, pentru Os livros (2004)
- Marele Premiu de poezie al Uniunii Portugheze a Scriitorilor, pentru Os Livros (2005).